# Колубарско-мачванска зона у фудбалу
Колубарско-мачванска зона је била једна од укупно дванаест зонских лига у фудбалу. Зоне су четврти ниво лигашких фудбалских такмичења у Србији. Виши степен такмичења је Српска лига Запад, а нижи су окружне лиге — Колубарска окружна лига и Мачванска окружна лига.
Лига је формирана 2018. године, приликом реорганизације такмичења четвртог ранга на територији Фудбласког савеза региона Западне Србије. Тада су угашене зоне Дрина, Дунав и Морава, а уместо њих настале су четири нове зоне — Западно-моравска, Колубарско-мачванска, Подунавско-шумадијска и Шумадијско-рашка. Већина клубова учесника Зоне Дрина у сезони 2017/18. прешла је у Колубарско-мачванску зону.
Од 2024. године, стање је враћено на оно пре 2018. Угашене су зоне — Западно-моравска, Колубарско-мачванска, Подунавско-шумадијска и Шумадијско-рашка зона, а враћене су зоне Дрина, Дунав и Морава.

## Победници свих првенстава
| Сезона   | Бр. клуб. | Првак                         | Бодови | Вицепрвак            | Бодови |
| 2018/19. | 14        | Мачва 2005, Богатић           | 65     | Железничар, Лајковац | 59     |
| 2019/20. | 15        | Железничар, Лајковац          | 30     | Рађевац, Крупањ      | 29     |
| 2020/21. | 16        | Рађевац, Крупањ               | 69     | Слога, Богосавац     | 68     |
| 2021/22. | 13        | Будућност Крушик 2014, Ваљево | 53     | Врело спорт, Врело   | 42     |
| 2022/23. | 13        | Врело спорт, Врело            | 61     | Борац, Лешница       | 41     |
| 2023/24. | 12        | Липолист, Липолист            | 54     | Борац, Лешница       | 50     |

## Клубови у сезони 2023/24.
| Клуб          | Место     |
| ------------- | --------- |
| Борац         | Лешница   |
| Дивци         | Дивци     |
| Дрина         | Љубовија  |
| Железничар    | Лајковац  |
| Липолист      | Липолист  |
| Мачва 1929    | Богатић   |
| Осечина       | Осечина   |
| Раднички      | Ваљево    |
| Рађевац       | Крупањ    |
| Рибница       | Мионица   |
| Хајдук Станко | Црна Бара |
| Цер           | Петковица |